# Frank Yates
Frank Yates   (Manchester, 12 de maig de 1902 - Harpenden, 17 de juny de 1994) va ser un estadístic anglès.

## Vida i Obra
Va ser el primer de cinc germans i l'únic baró del matrimoni entre Percy Yates, un mercader de llavors i la seva esposa Edith. Va estudiar a Wadham House, una escola privada, abans d'obtenir, el 1916, una beca per a Clifton College. Quatre anys més tard va aconseguir una altra beca en St John's College a la Universitat de Cambridge on es va graduar amb honors.
Durant dos anys va ensenyar matemàtiques a estudiants de secundària abans d'anar a l'Àfrica com assessor matemàtic de la inspecció de la colònia britànica de Costa d'Or. La seva salut va fer que tornés a Anglaterra on es va casar amb Margaret Forsythe Marsden, química de professió. L'any 1933 es va divorciar i es va tornar a casar amb Pauline Tchitchkine. Morta la seva segona dona l'any 1976 finalment es va casar amb Ruth Hunt, la seva secretària.
El 1931 Yates va aconseguir treball com a “estadístic auxiliar” a la Rothamsted Experimental Station dirigida per Ronald A. Fisher. L'any 1933, un cop Fisher va deixar la direcció per anar al University College de Londres, Yates va ser nomenat cap del departament d'Estadística. A Rothamsted va treballar en el disseny d'experiments, va fer importants aportacions a l'anàlisi de la variància i va presentar el seu algorisme pels dissenys per blocs equilibrats incomplets. Durant la segona guerra mundial va treballar en una novedosa disciplina que més tard seria coneguda com a “Investigació operativa”.
Un cop acabada la segona guerra mundial va treballar en el disseny i anàlisi d'enquestes.
Entusiasta dels ordinadors, l'any 1954 va aconseguir per a Rothamsted un Elliott 401 i va contribuir al desenvolupament de la computació estadística.
L'any 1960 la Royal Statistical Society li va concedir la Medalla Guy d'or i el 1966 va rebre la Royal Medal de la Royal Society.
Retirat de Rothamsted va ser Senior Research Fellow de l'Imperial College London.
Va morir l'any 1994 a Harpenden.

## Publicacions seleccionades
- The design and analysis of factorial experiments, Technical Communication no. 35 of the Commonwealth Bureau of Soils (1937) (també atribuïda a Imperial Bureau of Soil Science).
- Statistical tables for biological, agricultural and medical research (1938) (coautor R.A. Fisher)
- Sampling methods for censuses and surveys (1949)
- Programes per ordinador: GENFAC, RGSP, Fitquan.